# Dendronephthya gracillima
Dendronephthya gracillima is een zachte koraalsoort uit de familie Nephtheidae. De koraalsoort komt uit het geslacht Dendronephthya. Dendronephthya gracillima werd in 1905 voor het eerst wetenschappelijk beschreven door Kükenthal. 